# Köttmjöl

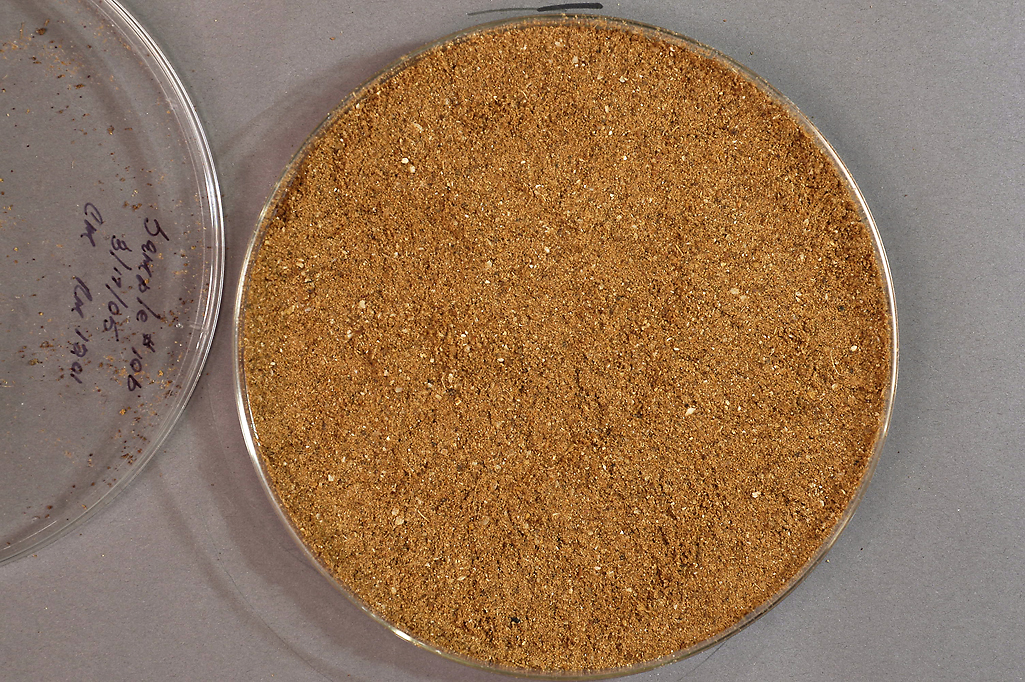
Kött- och benmjöl.

Köttmjöl är en produkt som framställs genom uppvärmning, torkning och malning av delar av djur. Vanligen inkluderas inte hovar, hår, fjädrar eller tarminnehåll. Även fettet kan delvis utelämnas.
Inom EU är det sedan år 2001 förbjudet att använda eller blanda ner köttmjöl i djurfoderhanteringen, även om det rör sig om kadaveravfall från friska djur. Anledningen till förbudet är att köttmjöl, benmjöl, slaktavfall, etc har varit den troligaste smittvägen vad gäller spridningen av galna kosjukan (BSE) mellan olika djurbesättningar – och i förlängningen även en smittväg till människan (sjukdomen Creutzfeldt-Jakobs sjukdom, CJD/vCJD).
I Sverige har detta förbud funnits sedan 1986.